# Герб Вермланда
Герб Вермланда (швед. Värmlands vapen) — символ исторической провинции (ландскапа)
Вермланд, Швеция. Также используется как официальный символ современного административно-территориального образования лена Вермланд.

## История
Герб ландскапа известен из описания похорон короля Густава Вазы 1560 года. Первоначально представлял в серебряном поле чёрную росомаху. Но в XVII в. вместо росомахи в гербе появился орёл.
С конца XVII в. орёл подавался в гербе чёрным, а поле было заменено на золотое.
Как герб лена этот знак утверждён в 1936 году с нынешней колористикой герба.

## Описание (блазон)
В серебряном поле лазоревый орёл с червлёным языком, клювом, лапами и когтями.

## Содержание
Герб ландскапа может увенчиваться герцогской короной. Герб лена может использоваться органами власти увенчанный королевской короной.

Герб ландскапа (с герцогской короной)
Герб лена (с королевской короной)